# محمد ابراهیمف (کشتی‌گیر، زاده ۱۹۷۴)
محمد ابراهیمف (به روسی: Магомед Ибрагимов؛ به ترکی آذربایجانی: Məhəmməd İbrahimov؛ زادهٔ ۲۲ ژوئیهٔ ۱۹۷۴) کشتی‌گیر پیشین اهل داغستان روسیه است که پس از فروپاشی اتحاد جماهیر شوروی، در دستهٔ میان‌وزن کشتی آزاد برای جمهوری آذربایجان در میادین بین‌المللی شرکت کرد. او قهرمان دو دورهٔ مسابقات قهرمانی کشتی اروپا (۱۹۹۵، ۱۹۹۶) شد و در المپیک ۱۹۹۶ آتلانتا به مقام ششم رسید. ابراهیمف سپس برای مقدونیه شمالی نایب‌قهرمانی مسابقات قهرمانی کشتی جهان (۱۹۹۸)، مدال برنز المپیک ۲۰۰۰ سیدنی و قهرمانی مسابقات قهرمانی اروپا (۱۹۹۹) را کسب کرد.